# Szilvia Szeitl
Szilvia Szeitl (* 26. April 1987 in Budapest) ist eine ungarische Fußballspielerin und A-Nationalspielerin.

## Karriere

### Vereine
Aus der Jugend des 1. FC Femina hervorgegangen, rückte Szeitl zur Saison  2003/04 in die erste Mannschaft auf. Doch erst mit Saisonbeginn 2005/06 kam sie in ihren ersten zwölf Punktspielen in der Női NB I, die höchsten Spielklasse im ungarischen Frauenfußball, und im Seniorinnenbereich zum Einsatz. Ihr Debüt erfolgte zum Saisonstart am 13. August 2005 beim  14:0-Sieg im Heimspiel gegen die Angyaföldi Sportiskola és Diáksport Egyesület aus Angyaföld im XIII. Budapester Bezirk.
Ihr erstes Tor im Seniorinnenbereich gelang ihr am 12. November 2006 (11. Spieltag) beim 4:0-Sieg im Heimspiel gegen IRIS Hungaro mit dem Treffer zur 1:0-Führung. Bis zum Ende der Saison 2015/16 bestritt sie 246 Punktspiele, in denen sie 25 Tore erzielte.
Vom 14. August 2016 bis zum 9. Mai 2021 wurde sie in 71 Punktspielen für Ferencváros Budapest in der höchsten Spielklasse eingesetzt, in denen ihr drei Tore gelangen.

### Nationalmannschaft
Szeitl wurde zunächst in der U19-Nationalmannschaft eingesetzt, für die sie neun Länderspiele bestritt. Ihre ersten drei fanden in der Gruppe A der im eigenen Land ausgetragenen und altersbezogenen Europameisterschaft 2005 statt, bevor ihre Mannschaft das Turnier als Gruppenletzter vorzeitig beenden musste. Für die vom 11. bis zum 22. Juli 2006 in der Schweiz stattfindende Europameisterschaft 2006 bestritt sie zuvor vom 27. September 2005 bis zum 29. April 2006 in der Gruppe 1 der ersten und in der Gruppe C in der zweiten Qualifikationsrunde jeweils drei Spiele.
Für die A-Nationalmannschaft bestritt sie in zwölf Jahren 95 Länderspiele; 33 in Freundschaft, 19 WM- und 14 EM-Qualifikationsspiele und 29 in vier Turnieren.
Ihr Debüt als A-Nationalspielerin gab sie am 15. März in Győr beim 3:1-Sieg im Freundschaftsspiel gegen die Nationalmannschaft der Slowakei. Ihr erstes A-Länderspieltor erzielte sie am 3. September 2013 in Gyula beim 3:2-Sieg im Freundschaftsspiel gegen die Nationalmannschaft Rumäniens mit dem dritten Treffer ihrer Mannschaft in der 25. Minute.
Zu ihren Turnieren gehör(t)en der Algarve-Cup, der Balaton-Cup, der Istrien-Cup und der Zypern-Cup. Im erstgenannten kam sie 2012 in vier Spielen (3 × Gruppe C und Spiel um Platz 5), 2013 in drei Spielen (2. und 3. Spiel Gruppe C und Spiel um Platz 9) zum Einsatz. Im zweitgenannten bestritt sie in den Jahren 2013, 2014, 2015, 2017 und 2018 jeweils zwei Spiele.
Im Turnier um den Istrien-Cup wurde sie am 9. März 2014 und am 4. und 9. März 2015 eingesetzt. Es waren die Begegnungen mit der US-amerikanische Nationalmannschaft (4:0) und den Nationalmannschaften Irlands (1:1) und der Slowakei (1:3).
Im Turnier um den Zypern-Cup wurde sie am 4. und 7. März 2016 gegen die Nationalmannschaften Österreichs (1:2) und Irlands (1:0), am 3., 6. und 8. März 2017 gegen die Nationalmannschaften Irlands (0:0), Tschechiens (2:1) und Neuseelands eingesetzt. Im Turnier 2018 wurde sie in allen drei Spielen der Gruppe C und im Spiel um Platz 11, das am 7. März gegen die Nationalmannschaft Finnlands mit 0:2 in Paralimni verloren wurde, berücksichtigt.
Ihren letzten Einsatz als A-Nationalspielerin für den MLSZ hatte sie auf Malta; das im Ta’ Qali-Stadion in Freundschaft ausgetragene Länderspiel gegen die Nationalmannschaft Maltas wurde mit 1:0 gewonnen.

## Erfolge
Ferencváros Budapest
- Ungarischer Meister 2016, 2019, 2022, 2023
- Ungarischer Pokal-Sieger 2017, 2018, 2019, 2021

1. FC Femina
- Ungarischer Meister 2004, 2006, 2007, 2008

## Sonstiges
Für den im XXIII. Budapester Bezirk ansässigen Soroksár SC war sie im Jahr 2021 als Cheftrainerin verantwortlich.